# This Just Might Be... the Truth
This Just Might Be the Truth to pierwsza płyta długogrająca szwedzkiego zespołu Refused.

## Lista utworów
1. "Intro"
2. "Pump The Brakes"
3. "Trickbag"
4. "5th Freedom"
5. "Untitled"
6. "Strength"
7. "Our Silence"
8. "Dust"
9. "Inclination"
10. "Mark"
11. "Tide"
12. "Bottom"